# Patrick Colleter
Patrick Colleter (Brest, 6 novembre 1965) è un allenatore di calcio ed ex calciatore francese.

## Carriera

### Giocatore
Difensore laterale, cresciuto nelle principali squadre della città di Brest, l'AS Brestoise è il  Brest, nel 1990 passa per una stagione al Montpellier.
Nel 1991 si accasa al Paris Saint-Germain dove otterrà le maggiori soddisfazioni della carriera, conquistando due Coppa di Francia, una Coppa di Lega francese,  una Supercoppa francese, un Campionato francese e una Coppa delle Coppe (giocando la finale da titolare).
Dopo cinque anni nella capitale passa per un anno al Bordeaux e poi per due stagioni all'Olympique Marsiglia.
Nel 1999 parte oltre-manica giocando per una stagione al Southampton, nel 2000 fa ritorno in patria nel Cannes, infine nel 2002 gioca nelle categorie minori nelle file del Saint-Médard-en-Jalles dove chiude con il calcio giocato.

### Allenatore
Rimasto in buoni rapporti con l'ex-compagno Ricardo Gomes, ne fa il vice-allenatore quando questi allena il Bordeaux (dal 2005 al 2007) e poi lo segue anche alla guida del Monaco tra il 2007 e il 2009.

## Palmarès

### Competizioni nazionali
- Coppa di Francia: 2

Paris Saint-Germain: 1992-1993, 1994-1995
- Coppa di Lega francese: 1

Paris Saint-Germain 1994-1995
- Campionato francese: 1

Paris Saint-Germain: 1993-1994
- Supercoppa francese: 1

Paris Saint-Germain: 1995

### Competizioni internazionali
- Coppa delle Coppe: 1

Paris Saint-Germain: 1995-1996